# La piovra
La piovra (De octopus) is een Italiaanse televisieserie die liep van 1984 tot en met 2001. De serie gaat over de strijd tegen de maffia en wordt wereldwijd geprezen door critici. Op het hoogtepunt waren er gemiddeld 10 miljoen kijkers.
Hoofdrollen werden vertolkt door Michele Placido, Remo Girone, Patricia Millardet, Vittorio Mezzogiorno en Raoul Bova.

## Synopsis
La piovra betekende de grote doorbraak voor de Italiaanse acteur Michele Placido. In de serie zet hij op overtuigende wijze de rol van commissaris Corrado Cattani neer. Placido werd zelfs zo vereenzelvigd met zijn televisiepersonage, dat het moeilijk voor hem werd om aan andersoortige rollen te komen. Op zijn verzoek werd Cattani na het vierde seizoen uit de serie geschreven. De belangrijkste personages werden vanaf die tijd Tano Cariddi (Remo Girone) en Silvia Conti (Patricia Millardet).
La piovra schetst een beeld van de strijd tegen de Italiaanse maffia. De serie werd voornamelijk geroemd doordat het zo'n realistisch en rauw beeld van deze uitputtende strijd betrof. Aanvankelijk gaat Cattani de strijd aan tegen de onbeduidende Círinna. Hierna loopt hij een rij van steeds sterkere tegenstanders af. Zo volgen snel na Círinna de advocaat Terassini en de politicus Laudeo. Later komt Cattani de kunstverzamelaar Espinosa tegen, maar ook de Poppenspeler en de Koepel. Dit blijkt nog maar het topje van de ijsberg te zijn. De nieuwe inspecteur Licata zal het opnemen tegen de ware misdaadorganisatie, La Piovra. Ennio Morricone tekende voor de muziek in seizoenen 2 t/m 5.

## Rolverdeling

### Hoofdrollen
| Acteur               | Rol                                          | Seizoen(en) |
| -------------------- | -------------------------------------------- | ----------- |
| Michele Placido      | Corrado Cattani                              | 1-4         |
| Patricia Millardet   | Silvia Conti                                 | 1, 4-7, 10  |
| Vittorio Mezzogiorno | Davide 'Dave' Licata                         | 5, 6        |
| Raoul Bova           | Commissaris Gianni Breda/ Capt. Carlo Arcuti | 7-9         |
| Remo Girone          | Tano Cariddi                                 | 3, 7, 10    |
| Ana Torrent          | Maria Cariddi                                | 5, 6        |
| Simona Cavallari     | Esther Rasi                                  | 1, 4        |

### Gastrollen
Acteurs die meespeelden zijn onder anderen:
- François Périer: de gewiekste advocaat Terrasini.
- Jacques Dacqmine: Cannito, baas bij de geheime dienst, maar zit daarnaast in De Orde.
- Paul Guers: Laudeo, voorzitter van de politieke beweging L'Itala en daarnaast leider van de geheimzinnige Orde
- Florinda Bolkan: Olga Camastra, vastgoedmagnate, hangt onwillend tegen de maffia aan.
- Barbara De Rossi: Titti Pecci Scialoia, aan drugs verslaafde dochter van een baron.
- Mario Adorf: Salvatore Frolo, de mysterieuze moordenaar van casino-eigenaar Tindari.
- Martin Balsam: Frank Carrisi, maffiabaas uit Amerika.
- Bruno Cremer: Espinosa, kunstverzamelaar en maffiapersoon die zich niet op het slagveld laat zien.
- Remo Girone: Gaetano "Tano" Carridi, de bijna emotieloze bankier die de buffer is tussen de onder- en bovenwereld.
- Ana Torrent: Maria Cariddi, de schizofrene zus van Tano.
- Vanessa Gravina: Lorella De Pisis

## Series
| Jaar | Titel                              | Afleveringen | Regisseur          |
| ---- | ---------------------------------- | ------------ | ------------------ |
| 1984 | La piovra 1                        | 6            | Damiano Damiani    |
| 1985 | La piovra 2                        | 6            | Florestano Vancini |
| 1987 | La piovra 3                        | 7            | Luigi Perelli      |
| 1989 | La piovra 4                        | 6            | Luigi Perelli      |
| 1990 | La piovra 5: Il cuore del problema | 5            | Luigi Perelli      |
| 1992 | La piovra 6: L'ultimo segreto      | 6            | Luigi Perelli      |
| 1994 | La piovra 7                        | 6            | Luigi Perelli      |
| 1997 | La piovra 8: Lo scandalo           | 2            | Giacomo Battiato   |
| 1998 | La piovra 9: Il patto              | 2            | Giacomo Battiato   |
| 2001 | La piovra 10 (noot)                | 2            | Luigi Perelli      |

(noot) Dutch Filmworks heeft de titel van "La Piovra 10" veranderd in "La Piovra 8".
De series 8 en 9 spelen zich af in de jaren 1950/1960 waarin onder meer de jeugd van Tano naar voren komt. Deze series zitten in één box, genaamd "Prequel" of "Hoe het allemaal begon". Seizoen 8 (10) is het vervolg op serie 7.
De complete series zijn verkrijgbaar op 25 dvd's (uitgebracht door DFW). Seizoenen 7 en 8 zijn op 30 januari 2007 voor het eerst beschikbaar geweest.

## Ontvangst
Na de première in maart 1984 maakte de serie veel los in Italië. Er kwam aandacht voor uitgebreid onderzoek naar de maffia, en verhalen van weduwen van omgekomen agenten en bankiers werden gepubliceerd in de media. Een van de debatten ging over of de televisieserie de maffia verheerlijkte, of juist dat veel Italianen tegenstander waren van georganiseerde misdaad.
Sinds de start van de eerste serie ontving de Italiaanse televisiezender Rai Uno bedreigingen van maffiaorganisaties, en daarom zijn vervolgdelen voornamelijk op geheime locaties in het buitenland opgenomen. In de laatste aflevering van de vierde serie versloeg de maffia de gerechtigheid en vermoordde inspecteur Cattani. Deze conclusie lokte een buitengewone reactie uit van kijkers van over de hele wereld. Zonder Cattani werd de serie beduidend minder succesvol.
Er kwam ook een reactie vanuit de Italiaanse politiek, die de show prees om het onthullen van de maffia en haar banden met de politiek en machthebbers. Silvio Berlusconi bekritiseerde de serie, die volgens hem een negatief beeld van Italië zou geven aan het buitenland.
Door het grote succes van La Piovra is de serie ook uitgezonden in 80 landen.

## Filmmuziek
La Piovra is het muziekalbum van de miniserie. De muziek is geschreven en uitgevoerd door Riz Ortolani (seizoen 1), Ennio Morricone (seizoen 2-7, 10) en Paolo Buonvino (seizoen 8-9).
- La Piovra 1 (1986)
- La Piovra 2-10 (1986, 2006)
- La Piovra 8 & 9 (2008)